# Cal Blay
Cal Blay o Casa Ferrer és un edifici modernista al municipi d'Igualada (Anoia) protegit com a bé cultural d'interès local.
Aquest edifici reflexa en la façana els dos corrents del modernisme: el neogòtic i el decorativista. Fou construït amb materials pobres, però amb tot, cal remarcar els ferros forjats del primer pis, així com l'arc i la columna de la planta baixa. El propietari promotor de l'obra fou Josep Ferrer i Llopart.
En la façana d'aquest edifici trobem l'ornamentació floral col·locada en forma de garlanda sobre les obertures. La importància d'aquesta façana radica en els seus acabaments (actualment desapareguts) així com en l'arc rampant amb una obertura lateral que trobem a la planta baixa. A. Cirici Pellicer comenta la forta influència que en aquest cas exercí Josep Puig i Cadafalch. Destaca la barana de forja dels balcons i una petita tribuna a la segona planta.